# 505
Évszázadok: 5. század – 6. század – 7. század
Évtizedek: 450-es évek – 460-as évek – 470-es évek – 480-as évek – 490-es évek – 500-as évek – 510-es évek – 520-as évek – 530-as évek – 540-es évek – 550-es évek
Évek: 500 – 501 – 502 – 503 –  504 – 505 – 506 – 507 – 508 – 509 – 510

## Események

### Bizánci Birodalom
- A bizánci-perzsa háborúban fegyverszünet van érvényben. A bizánciak ezer font aranyat adnak a perzsáknak a nomádok elleni védekezést szolgáló kaukázusi erődök fenntartására; cserébe a perzsák feladják a több mint egy éve ostrom alatt álló Amidát. I. Anasztasziosz császár nagy erődöt építtet Darában, amely közvetlenül a perzsa kézen lévő Niszibisz mellett fekszik.

### Kína
- Tovább folyik az Északi Vej- és a Liang-dinasztiák közötti háború. A határvidéken fekvő Nancsing kormányzója átáll az Északi Vejhez. Liang ellentámadást indít, amely elakad Hsziao Hung hadvezér, a császár öccsének túlzott aggodalmaskodása miatt.

## Születések
- Gázai Szent Dórotheosz, szerzetes, teológus
- Varáha Mihira, indiai csillagász
- Szent Jared, etióp egyházi zeneszerző

## Halálozások
- II. János, alexandriai pátriárka

## Fordítás
- Ez a szócikk részben vagy egészben  a(z)   505 című angol Wikipédia-szócikk ezen változatának fordításán alapul.  Az eredeti cikk szerkesztőit annak laptörténete sorolja fel. Ez a jelzés csupán a megfogalmazás eredetét és a szerzői jogokat jelzi, nem szolgál a cikkben szereplő információk forrásmegjelöléseként.